# Semiothisa colorata
Semiothisa colorata är en fjärilsart som beskrevs av Augustus Radcliffe Grote 1883. Semiothisa colorata ingår i släktet Semiothisa och familjen mätare. Inga underarter finns listade i Catalogue of Life.